# Delírio da Zona Oeste
O Grêmio Recreativo Escola de Samba Delírio da Zona Oeste é uma escola de samba da cidade do Rio de Janeiro, localizada no bairro de Campo Grande.
Seu fundador, Francisco Mariano, que por diversas vezes já foi seu presidente, é também fundador-presidente do Arrastão da Lagoinha, de Nova Iguaçu, escola da qual a Delírio é madrinha.

## História
A Delírio da Zona Oeste foi fundada em 9 de março de 1998 por Francisco Cesar Mariano, que escolheu o sub-bairro da Vila São João, em Campo Grande, para fazer a quadra da agremiação. Em 1999, ela conseguiu passar na avaliação promovida pela AESCRJ.
No ano de 2008, terminou em 3º lugar no Grupo E, com o enredo Yeye Omon Ejá e a fé que deságua no mar, do carnavalesco Arthur Reiy e desenvolvido por uma equipe de alunos do Instituto do Carnaval da Universidade Estácio de Sá,conseguindo ascender para o Grupo D.
Em 2009, trouxe o enredo E agora, garçom pode trazer a saideira…, de autoria de uma comissão de carnaval formada por Dayse King, Elza Maria Sampaio, Ana Cristina, Daiana Andrade e Regina Passaes.
Em 2012, a escola desfilou com enredo sobre a Amazônia, sendo desenvolvido por Léo Mídia e tendo como Intérprete Pedro Santoro. A agremiação obteve a 13ª colocação, sendo rebaixada a bloco de enredo, sem no entanto jamais ter se filiado à Federação dos Blocos.
No ano de 2013, a Delírio desfilou em seu bairro, com o enredo A Delírio em festa relembra os antigos carnavais, dos carnavalescos Gilson Carlos Senna e Fabiano Bizareli. Em 2014 disputou o grupo de blocos da Zona Oeste, onde ficou em 12° lugar, depois de sérios problemas durante o desfile, ficando atrás da sua rival direta, a Unidos da Guaraci.[carece de fontes?] Voltou a desfilar como escola de samba no Grupo E entre 2015 e 2017, tendo ficado suspensa em 2018.

## Segmentos

### Presidentes
| Nome                          | Mandato         | Ref.  |
| ----------------------------- | --------------- | ----- |
| Francisco Mariano             | 1999-2002       | [ 5 ] |
| Naudinéia Albertina Barcellos | 2004-2005       | [ 5 ] |
| Julio Cesar Mariano de Souza  | 2006            | [ 5 ] |
| Francisco Mariano             | 2007-2008       | [ 5 ] |
| Regina Passaes                | 2009            | [ 5 ] |
| Francisco Mariano             | 2010-2011       | [ 5 ] |
| Ari Jorge Braga               | 2012            | [ 5 ] |
| Francisco Mariano             | 2013-2016       | [ 6 ] |
| Naudinéia Albertina Barcellos | 2016-2017       |       |
| Francisco Mariano             | 2018-2019       |       |
| Naudinéia Albertina Barcellos | 2019-Atualidade |       |

### Intérpretes
| Período   | Intérprete oficial              |
| --------- | ------------------------------- |
| 2000-2004 | Rafael da Delírio e Zé Neguinho |
| 2005-2006 | Gudão e Dom Mosquito            |
| 2007      | Rafael da Delírio e Zé Neguinho |
| 2008-2009 | Nascimento                      |
| 2010      | Nascimento e Zé Neguinho        |
| 2011      | Sereno da Delírio               |
| 2012      | Rixxah                          |
| 2013-2015 | Sereno da Delírio               |
| 2016      | Marcelinho do Cavaco            |
| 2017      | Gute                            |
| 2019      | Márcio Prezza                   |

### Diretores
| Ano  | Diretor de Carnaval  | Diretor de harmonia | Mestre de bateria | Ref   |
| ---- | -------------------- | ------------------- | ----------------- | ----- |
| 2014 |                      | Jorge Matias        | Edinho            |       |
| 2015 | Naudineia Barcelos   | Jorge Matias        | Edinho            | [ 6 ] |
| 2018 | Comissão de Carnaval | Giba Andolinni      | Theo              |       |

### Mestre-sala e Porta-bandeira
| Ano       | Nome                            | Ref.  |
| --------- | ------------------------------- | ----- |
| 2005      | Flavinho e Érica                |       |
| 2006-2007 | Paulo César e Suellen Rodrigues |       |
| 2008-2009 | Diego e Suelen                  |       |
| 2010-2011 | José Mauro e Érica              |       |
| 2012-2015 | Ewerton e Cássia                | [ 6 ] |
| 2016-2017 | Diego e Jéssica                 |       |
| 2019      | Ewerton e Cássia                |       |

### Coreógrafos
| Ano       | Nome              | Ref. |
| --------- | ----------------- | ---- |
| 2007      | Maicon de Freitas |      |
| 2008      | PC Alcântara      |      |
| 2009      | Carol             |      |
| 2010      | PC Alcântara      |      |
| 2011      | Abrahão           |      |
| 2012      | Renata            |      |
| 2013-2015 | PC Alcântara      |      |

### Rainhas de Bateria
| Mandato         | Nome         | Ref.  |
| --------------- | ------------ | ----- |
| 2007-2008       | Priscila     |       |
| 2009            | Carol Agnelo | [ 7 ] |
| 2010            | Daiane       |       |
| 2011-atualmente | Niely Bueno  |       |

## Carnavais
| Ano                            | Colocação          | Divisão                             | Enredo | Carnavalesco                                                                                         | Ref.                 |
| ------------------------------ | ------------------ | ----------------------------------- | --- | --- | -------------------- |
| 1999                           | Grupo de Avaliação | Grupo de Avaliação                  | A tradição de Momo | Jorge Ricardo Veríssimo                                                                              | [ 3 ]                |
| 2000                           | 5º lugar           | Grupo E                             | Sou Brasileiro, privilégio de poucos, anseios de muitos | Jorge Ricardo Veríssimo                                                                              | [ 8 ]                |
| 2001                           | 6º lugar           | Grupo E                             | Viajando para o espaço sideral… Vou brincar o carnaval Compositores:Celsinho, Marisa, Nirinho e João Tenente                                                                                               | Jorge Ricardo Veríssimo                                                                              | [ 9 ]                |
| 2002                           | 3º lugar           | Grupo E                             | A Seropédica legal é o Delírio neste carnaval | Gilson Carlos Sena                                                                                   | [ 10 ]               |
| 2003                           | 12º lugar          | Grupo D                             | Um passeio pela Estação de Ramos encantado com a nobre Imperatriz, delirando com o samba leopoldinense… Um mergulho no Piscinão Compositores: Gustavo, Rodrigo Chocolate, Marcos Telemar e Testa de Cavalo | Gilson Carlos Sena                                                                                   | [ 11 ]               |
| 2004                           | 4º lugar           | Grupo E                             | Delirando com saudade dos antigos carnavais Compositores: Pedro Paulo, Dian e Hogin Celso M. | Gilson Carlos Sena e Marcio Guedes                                                                   | [ 12 ]               |
| 2005                           | 13º lugar          | Grupo D                             | Delírio, previsões e profecias com Nostradamus na folia Compositores: Luiz Carlos D’Avenida, Dom Mosquito, Carlinhos Ousadia e Tanir da Ponte                                                              | Gilson Carlos Sena e Fabio Ancillotti                                                                | [ 13 ]               |
| 2006                           | 5º lugar           | Grupo E                             | A Delírio neste universo de fantasia, encanta a passarela com mistério e magia Compositores: Galego, Vieira, Ditão e Rodney                                                                                | Gilson Carlos Sena e Fabio Ancillotti                                                                | [ 14 ]               |
| 2007                           | 5º lugar           | Grupo E                             | A Delírio canta e encanta o canto das três raças Compositores: Rafael, Daniel Silva, Humberto e Aloysio Madrugada                                                                                          | Gilson Carlos Sena e Reinaldo Silveira                                                               | [ 15 ]               |
| 2008                           | 3º lugar           | Grupo E                             | Yeye omon ejá e a fé que deságua no mar Compositores: Gilmar Nogueira, Igor Marinho, Jorge Madrugada e Pedrinho Cassa                                                                                      | Comissão de Carnaval (Antônio Leonardo, Arthur Reiy e Carolina Dornelles)                            | [ 4 ]                |
| 2009                           | 11º lugar          | Grupo Rio de Janeiro 3              | E agora, garçom pode trazer a saideira… Compositores: Rafael, Zé Neguinho, Rosele Nicolau, D'Maria e Nascimento                                                                                            | Comissão de Carnaval (Dayse King, Elza Maria Sampaio, Ana Cristina, Daiana Andrade e Regina Passaes) | [ 16 ]               |
| 2010                           | 8º lugar           | Grupo Rio de Janeiro 3              | Com orgulho e muito amor, sou da Silva e sou Delírio sim senhor Compositores: Galego, Jaci Campo Grande, Fabinho, Rodney e Marcelo do Cavaco                                                               | Jorge Veríssimo                                                                                      | [ 17 ]               |
| 2011                           | 10º lugar          | Grupo D                             | Viajando a cidade de Nilópolis, delirando a Beija-Flor. Um tributo à família David Compositores:Pedro Santoro, Marcelinho do Cavaco, Fabinho e Ho-gim                                                      | Jorge Veríssimo                                                                                      | [ 18 ]               |
| 2012                           | 10º Lugar          | Grupo E                             | No delírio das lendas e mitos da magia Amazônia Compositores: Rodney, Luiz das Faixas, Nico do Largo, Briendo e Dario Lima                                                                                 | Léo Mídia                                                                                            | [ 19 ] [ 20 ] [ 21 ] |
| 2013                           | Hour Concurs       | Campo Grande                        | A Delírio em festa relembra os antigos carnavais | Gilson Carlos Sena e Fabiano Bizarelo                                                                |                      |
| 2014                           | Hour Concurs       | Campo Grande                        | Canta Zona Oeste | Gilson Carlos Sena e Fabiano Bizarelo                                                                | [carece de fontes?]  |
| 2015                           | 5º lugar           | Série E                             | A fantástica Fábrica dos Sonhos. Um Delírio da Zona Oeste | Fabiano Bizarelo                                                                                     |                      |
| 2016                           | 12º lugar          | Grupo E                             | Paz, amor e esperança o nosso carnaval faz a alegria das crianças | Jorge Verissimo e Marcos Guedes                                                                      | [ 22 ] [ 23 ]        |
| 2017                           | 11º lugar          | Série E                             | Delirando com saudade dos antigos carnavais Reedição do Carnaval de 2004 | Jônatas Bharbosa                                                                                     |                      |
| Não desfilou em 2018           |                    |                                     | | |                      |
| 2019                           | 11º Lugar          | Série E                             | Delirando com as lendas e mistérios da Amazônia Compositores: Rodney, Luiz das Faixas, Nico do Largo, Briendo e Dario Lima                                                                                 | Windson Ramos                                                                                        | [ 24 ]               |
| Não desfilou entre 2020 a 2023 |                    |                                     | | |                      |
| 2024                           | 9º Lugar           | Grupo de Avaliação (quinta divisão) | Sou Brasileiro, Privilégio de Poucos, Anseio de Muitos (Reedição do Enredo de 2000) | Comissão de Carnaval Jorge Veríssimo, Roberto Souza e Evany Santos                                   | [ 25 ]               |

- Commons

## Premiações
Prêmios recebidos pelo GRES Delírio da Zona Oeste.
| Ano  | Prêmio                 | Categoria / premiados | Divisão   | Ref.   |
| ---- | ---------------------- | --- | --------- | ------ |
| 2008 | Troféu Jorge Lafond    | Samba-enredo ("Yeye omon ejá e a fé que deságua no mar" - Compositores:Gilmar Nogueira, Igor Marinho, Jorge Madrugada e Pedrinho Cassa) | Grupo E   | [ 26 ] |
| 2008 | Troféu Jorge Lafond    | Casal de Mestre-sala e Porta-bandeira (Diego e Suelen)                                                                                  | Grupo E   | [ 26 ] |
| 2008 | Troféu Jorge Lafond    | Ala das baianas | Grupo E   | [ 26 ] |
| 2019 | Troféu Estrela de ouro | 2° Casal Mestre-sala e Porta-bandeira Jackson Azavedo e Clarice Costa.                                                                  | Avaliação |        |
| 2019 | Prêmio Samba na Veia   | Ala de Passistas coordenadora - Luanda Araújo                                                                                           | Avaliação |        |